# Mircea Man
Mircea Man (n. 26 noiembrie 1962) este un politician român, membru al Parlamentului României în legislaturile 1990-1992, 1992-1996, 2000-2004, 2004-2008 și președinte al Consiliului Județean Maramureș (mandatul 2008 - 2012).
Mircea Man l-a înlocuit de la 24 iunie 1996 pe deputatul Teodor Lupuțiu. 
Mircea Man este inginer de profesie, căsătorit și tată a doi copii.
În legislatura 1990-1992, Mircea Man a fost ales pe listele FSN și a fost membru în grupurile parlamentare de prietenie cu Japonia, Republica Italiană, Republica Populară Chineză, Republica Coreea și Mongolia. În legislatura 2000-2004, Mircea Man a fost deputat ales pe listele PD și membru în grupurile parlamentare de prietenie cu Canada și Republica Bulgaria. În legislatura 2004-2008, Mircea Man a fost deputat pe listele PDL și membru în grupurile parlamentare de prietenie cu Republica Turcia și Olanda. În legislatura 2012-2016, Mircea Man a fost deputat pe listele PDL și membru în grupurile parlamentare de prietenie cu Republica Venezuela, Regatul Spaniei, Republica Cuba, Republica Austria și Republica Turcia. 
Mircea Man a demisionat din Parlament pe data de 23 iunie 2008 și a fost înlocuit de către deputatul Radu Micle.